# Tepehuaje, Eduardo Neri
Tepehuaje är en ort i Mexiko.   Den ligger i kommunen Eduardo Neri och delstaten Guerrero, i den södra delen av landet, 180 km söder om huvudstaden Mexico City. Tepehuaje ligger 1 279 meter över havet och antalet invånare är 210.
Terrängen runt Tepehuaje är kuperad åt sydväst, men åt nordost är den bergig. Runt Tepehuaje är det ganska glesbefolkat, med 21 invånare per kvadratkilometer. Närmaste större samhälle är Nuevo Balsas, 13,9 km norr om Tepehuaje. I omgivningarna runt Tepehuaje växer huvudsakligen savannskog.